# Нагель, Христиан Генрих фон
Христиан Генрих фон Нагель (нем. Christian Heinrich von Nagel; 28 февраля 1803, Штутгарт, — 27 октября 1882, Ульм) — немецкий математик.
Изучал теологию в Тюбингене, затем там же, а с 1830 г. в Ульме преподавал математику в гимназии. Известен рядом работ по геометрии треугольника — в частности, работой «Untersuchungen über die wichtigsten zum Dreiecke gehöhrigen Kreise. Eine Abhandlung aus dem Gebiete der reinen Geometrie» (Лейпциг, 1836), в которой впервые описана срединная точка треугольника, в дальнейшем получившая название точки Нагеля.